# Ala di Stura
Ala di Stura (piemontesisch und frankoprovenzalisch Ala; bis 1864 einfach Ala) ist eine Gemeinde in der italienischen Metropolitanstadt Turin (TO) der Region Piemont.
Die Gemeinde ist Teil der Verwaltungsgemeinschaft Comunità Montana Valli di Lanzo.

## Lage und Einwohner
Der Gebirgsort liegt 54 Kilometer von der Provinzhauptstadt Turin entfernt auf einer Höhe von 1080 m über dem Meeresspiegel im Valle d'Ala, einem der drei Valli di Lanzo. Das Gemeindegebiet umfasst eine Fläche von 45 km² und hat 472 Einwohner (Stand 31. Dezember 2023). Die Gemeinde, ein alpines Wintersportzentrum, besteht aus den Ortsteilen Pian del Tetto, Cresto, Martassina, Mondrone, Villar und Pertusetto. 
Die Nachbargemeinden sind Groscavallo, Chialamberto, Ceres, Balme, Mezzenile und Lemie. 

### Bevölkerungsentwicklung

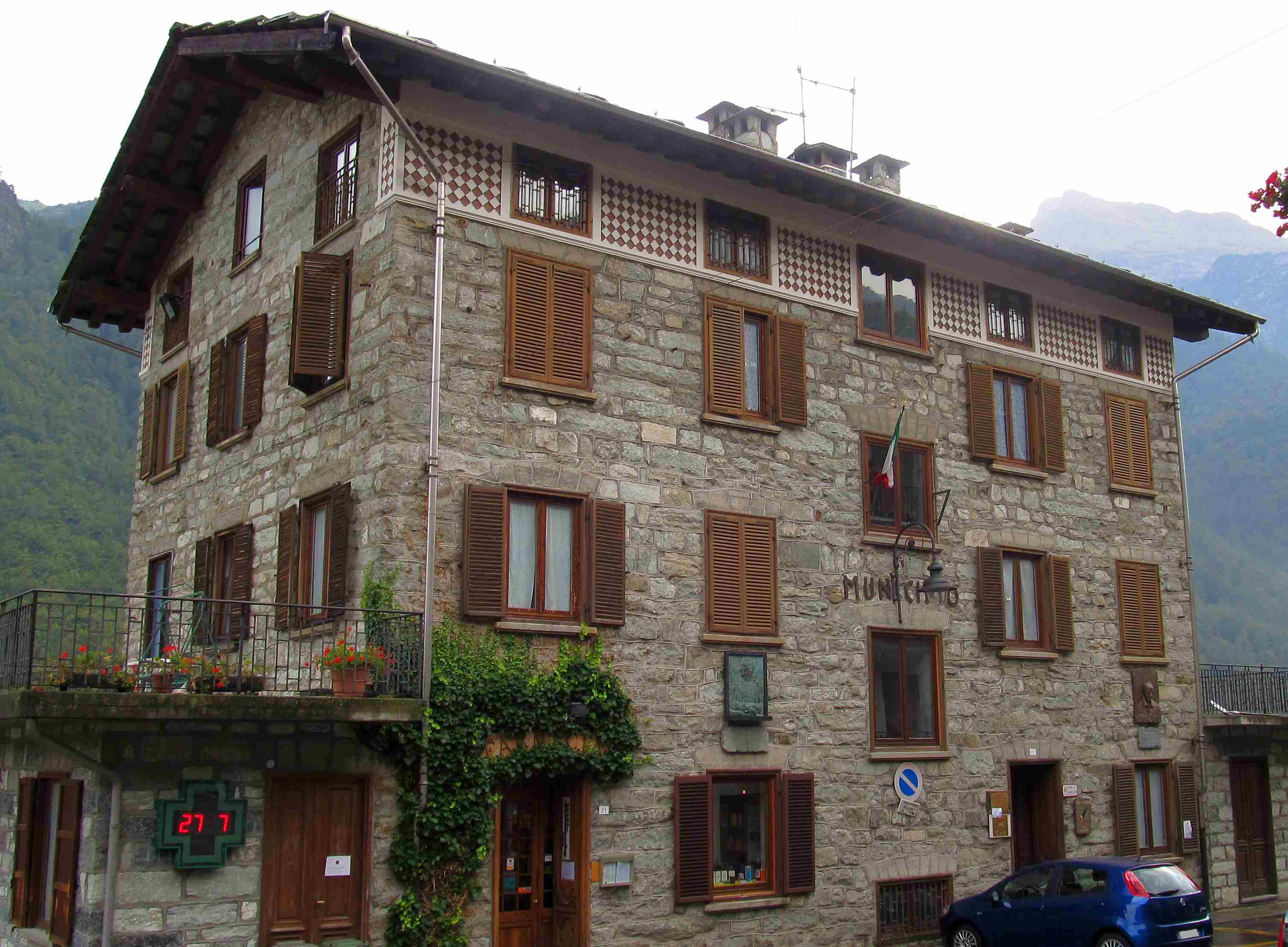
Gemeindeverwaltung

## Geschichte
Der genaue Ursprung des Dorfes ist nicht bekannt, seine Existenz seit dem Mittelalter ist jedoch durch ein Dokument aus dem Jahre 1267 belegt.